# Гней Миниций Фаустин (консул-суффект 91 года)
Гней Миниций Фаустин (лат. Gnaeus Minicius Faustinus) — римский политический деятель второй половины I века.
О происхождении Фаустина нет никаких сведений. О его карьере известно только лишь то, что он в 91 году он занимал должность консула-суффекта вместе с Публием Валерием Марином. Возможно, другом фаустина Фаустина был известный поэт той эпохи Марк Валерий Марциал.
Его сыном был консул-суффект 117 года, носивший такое же имя.